# Oryza schlechteri
Oryza schlechteri är en gräsart som beskrevs av Pilg.. Oryza schlechteri ingår i släktet rissläktet, och familjen gräs. Inga underarter finns listade i Catalogue of Life.